# サカタインダストリィ
サカタインダストリィ (Sakata Industry) は 、スクウェア・エニックスのコンピュータゲーム『フロントミッション』シリーズに登場する架空の企業。
ここでは、2094年に同社を買収したイグチ (IGUCHI) およびその他の日本企業についても解説する。

## サカタインダストリィ

### 会社概要
- 社名　SAKATA INDUSTRIES
- 本社　O.C.U.日本
- 創業　2070年
- 会長　坂田玲司（2090年時）
- 社長　坂田浩一（同）
- 登場作品　『1ST』『FMO』『2089』『BOM』

### 沿革
前身は坂田製薬。2070年にO.C.U.オーストラリアのWAPメーカーハイネマンインダストリィ社を買収しWAP開発に参入。異業種からの軍需産業参加が多かったWAP産業ではあるが、多くは重工業からの参入であり、元が製薬会社という異色の経歴を持つのは同社のみである。また、O.C.U.企業としては唯一（ヴィンス社は扱いが難しくあるが、この項では省く）U.S.N.側にも兵器供給を行っており、この販売ルートはドミトーリをはじめとする各社が利用していた。
高い技術力を生かし、日本一のメーカーにまで成長を果たす。そして、その際に大きな役割を果たしたのは生化学のノウハウであった。代替わりの後、野心家の社長のもとメタルワーカープロジェクトを推し進めた。それはアクチュエーターの平和利用を最後まで主張し続けたランドルト教授を殺害したハイネマンの業を引き継ぐかのようであった。
歴史は繰り返す。紛争終結後、BD計画の首謀者でもあった両坂田が死亡し、またサカタインダストリィ事件の暴露により経営維持が困難となる。そして、2094年にイグチ社に主要な製薬・兵器部門共々買収される。

### 事業部
ハイネマンは主にボディパーツ開発に実績があった企業。
サカタはすべてのパーツ開発を行うが、特にCOMに定実績があった。日本企業らしく人型にこだわるのが特徴であり、火器製造に関してはロケットランチャー開発にも評価が高い。

### ヴァンツァー

#### 65式・シリーズ
65式(type 65)【1ST】
サカタ初期のWAP。MG内蔵アームを装備した機体だが、『FMO』では通常マニピュレーター腕部も登場している。これは武器内蔵腕部及びホバー脚等の特殊なパーツは局地戦用として運用されているためである。テラーン同様に開口するコックピットと扁平な胴体を持つ。
ザーフトラ軍特殊部隊でも系統機が攻撃機として採用されている。よって、BD計画以来の旧サカタとザーフトラとの販売ルートが継続されて使用されている可能性は存在する。他に67、67式改等。
- 65X式【4th】
- 他に67C（67式改と同一機種？）、67X式、69式。

#### 90式・シリーズ
| 90式(type 90) | 90式(type 90)                                         |
| ------------- | ----------------------------------------------------- |
| メーカー      | サカタインダストリィ(O.C.U.日本) イグチ（O.C.U.日本） |
| 固定武装      | なし                                                  |
| 携帯火器      | MULS-P規格適応品                                      |
| 主要搭乗者    | ロラン・コノリー                                      |

90式【1ST,4th】
サカタインダストリィ社製WAP、後にイグチ社製に移行。
BD計画に深く関わったWAPであり、その外見・性能から高い人気を誇る名機。また、両国に兵器を販売するというサカタの体質を表している機種でもある。
90X式を改良した機種。やや旧式との評は聞くものの性能の高さから、USNの前線部隊に多数配備される。USN側からB型試験機としても使用されるが、暴走の危険性からの脱却は困難であった。事実、多くのパイロットが死亡している。
サカタのOEM供給を受けたイグチ社によっても65式等のシリーズ共々同名の機種が販売されている。サカタ買収後の『4th』でもイグチブランドとして販売されているが、これは一般の販売ルートに乗った段階のものであり、B型デバイスは搭載されていない。
90X式【1ST,4th】
BD試験機に使用された機種。第2次ハフマン紛争時には既に旧式化していたものの、性能を高く評価したUSN軍が90式の開発を依頼する。後方の教導部隊などでは目にする機会も多かった。
S90式【FMO】
先頭にSの付くシリーズはU.S.N.機用を示すもので、O.C.U.側に配備されている90式との性能差はない。他にS90X、S98X、S99式等。

#### 100式・シリーズ
- 103式【1ST】
- 他に105式。

#### 150式・シリーズ
150式(type 150)【1ST,4th】
第2次ハフマン紛争中、市場を席巻したゼニスVに対抗し開発された機種。バランス重視だが、スナイパー運用にやや特化しているとされる。
150X式【4th,FMO】
『4th』期にはイグチ社製として流通した。
- 150X2式【FMO】
  - 他にX3式。
- 155X式【FMO】
  - 他にx2、x3式。

#### XWシリーズ
| XW-N アルカード(XW-N ALUCARD) | XW-N アルカード(XW-N ALUCARD)      |
| ----------------------------- | ---------------------------------- |
| メーカー                      | サカタインダストリィ（O.C.U.日本） |
| 固定武装                      | なし                               |
| 携帯火器                      | MULS-P規格適応品                   |
| 主要搭乗者                    | ヴァンパイアズ                     |

XW-N アルカード(ALUCARD)【2089,BOM】
ヴァンパイアズ専用に開発されたヴァンツァー。ホバー用レッグや背部ステルスユニット等も存在する。証拠隠滅と機密保持のために撃破時に消滅するように爆液が内蔵されている。

#### レイブン
| レイブン(SakataType11DS Raven) | レイブン(SakataType11DS Raven)                                        |
| ------------------------------ | --------------------------------------------------------------------- |
| メーカー                       | サカタインダストリィ（O.C.U.日本） ドミトーリ公社（ザーフトラ共和国） |
| 固定武装                       | レイブンクロー 腕部内蔵MG 腕部内蔵CN                                  |
| 携帯火器                       | MULS-P規格適応品（肩部兵器搭載は不能）                                |
| 主要搭乗者                     | ドリスコル                                                            |

サカタインダストリィ社製WAP、またドミトーリ公社も開発に関わったとされる。メタルワーカープロジェクト試作一号機。
MULS-P規格外の巨大な漆黒の機体であり、戦慄と畏怖を与えられる。肩部の巨大な盾と大形化した左腕「レイブンクロー」が非常に印象的で、プレイヤーから再登場が大いに望まれる機体であるが、その特異な開発経緯から製作者側も手をこまねいているのが実情である。
「Raven」はワタリガラスの意であり、凶兆のシンボルである。なお、「レイブン」という名称自体は初期のスーパーファミコン版には登場せず、『2nd』が初出。『1ST』では後に追加されたU.S.N.編で初めて名前が語られている。
レイブン(B型)【1ST】
レイブンは各パーツが通常WAPの1.4倍の容積という巨大さを誇りながらCOMの性能もあり、機動性、運動性において劣ることは無い。ただし、肩部の形状のために支援火器搭載が不能であった。火力不足が懸念された為、レイブン仕様に開発された独自の武器内蔵腕部（MG,CN等）が数種存在する。マニピュレーター自体は通常WAPに準じた仕様のようである。
レイブン（S型）【1ST】
ミール・オルレン(SakataTypeXXPT МИР ОРЛЕН)
胴体にS型デバイス搭載のレイブンが格納され、自ら戦闘行動を可能とするほどの超大型機体と思われるが、詳細は不明。キャニオンクロウとの交戦時には固定武装等が未完成であった為、代わりに格納されたレイブンが火器の運用を行っていた。
レイブン【2nd】
同機体に関しては当初より量産等が視野に入っておらず、またコストを度外視した試作機である。最強WAPの代名詞は常にレイブンであり、性能で同格と呼ばれるWAPは後年の「112式法春」を待つこととなる。レイブンは全部で四機生産されたが、内1機は紛争中に失われ（ドリスコル搭乗時に完全に破壊された）残る3機はBD計画関係者（後に追加されたU.S.N.編でパトリック・S・ウインガーであることが判明）が私的に持ち出そうとしたが、三機ともリンクス小隊により破壊されている。（公式には4機とされているが試作機を含めそれ以上のレイブンがあったと思われる）2ndのレイブンはその三機の残ったパーツを組み直して再生され、開発スタッフの一人と共にUSNに渡ったもの。B型およびS型デバイスは搭載されていないが、長期にわたって強化改造が施されていたらしく、ゲーム中では驚異的な戦闘力を発揮している。
ノスフェラトゥ【2089,BOM】
同時期に開発させた大型のWAP。おそらくサカタ社製。

#### 武器内蔵腕
- 65式・アーム【1ST,4th,FMO】
- スフィンクス・アーム(Sphinx)【FMO】
BZとMG内蔵武器腕。
  - スフィンクス【1ST(DS),FMO】
『1ST(DS)』で登場したモデルはシステムの都合上、MGのみが使用可能。
- シルフ・アーム(Sylph)【FMO】
マシンガン+ミサイル内蔵アーム
- スプリガン・アーム(Spriggan)【FMO】
SGとGR内蔵武器腕。
  - スプリガン【1ST(DS),FMO】
『1ST(DS)』で登場したモデルはシステムの都合上、SGのみが使用可能。
- 11式量産型クロー(Type11 MP)【FMO】
同社の11式アームをMULS-P規格適応品にしたブラスト格闘アーム。

### 大型機動兵器

#### シーキング型
| シーキング(SakataType088S Seaking) | シーキング(SakataType088S Seaking) |
| ---------------------------------- | ---------------------------------- |
| メーカー                           | サカタインダストリィ（O.C.U.日本） |
| 固定武装                           | 搭載88mmCN 搭載MG                  |
| 主要搭乗者                         | グリーグ・デミートリアス           |
| グローニング型(Growning)           |                                    |
| メーカー                           | サカタインダストリィ（O.C.U.日本） |
| 固定武装                           | 腕部内蔵RF 腕部内蔵MG              |
| 主要搭乗者                         | 坂田浩一                           |

シーキング型【1ST】
B型デバイス試験機として開発された大型ヴァンツァーで搭載砲は要塞に据え付けられたものと同等とさえ呼ばれる。紛争中のサカタ社はB型に対応した機体を逐次投入しており、その機動力はヴァンツァーと同等と呼ばれるまでに高められていた。ただし、試験段階であったため搭乗者はデバイスと直結するための転換手術を受ける必要があった。
ガベル(SakataType128S GAVEL)【1ST】
シーキングの強化型。
ギガス(GIGAS)【1ST(PS)】
ガベル型に近い印象を受ける機体。ニルバーナ機関員が搭乗。

#### 301式・轟砦
301式・轟砦（ごうさい）
四脚を装備したボディーが変わった形の大型WAP
轟砦XN型【2089,BOM】
ボディーにキャノンを装備し、アームがスプリガンのようなミサイルランチャーになっている。
轟砦XM型【2089,BOM】
アームがキャノンになっている。
轟砦RS型【2089,BOM】
リフパックを装備する。

#### グローニング型
グローニング【1ST】
アルゲム型同様に2脚を採用した大型機動兵器。やや丸みを帯びた外観が特徴的である。
グローニング型 TYPE：B-2【5th】
O.C.U.ではグランテス(Grantes)の通称で知られる。元となったグローニングを都市制圧仕様に改修した機体。胴体部にはMG、及び両腕に巨大なPBとRFを装備している。特筆すべきはPBで、堅牢なコンクリート製の建造物を破壊するほどの威力を誇るばかりでなく、機体の機動性により対WAPの格闘戦にも使用できる。
外観はホープライズ製のアルゲム型にやや近い印象。そのせいかあてつけのごとく、右腕のRFでホープライズの看板を破壊しながらフォートモーナス市に侵攻した。この際、他国資本のパラダイスバーガーやトニーズと言ったチェーン店も破壊し、ランディのスタンプカードを無効にしてしまった。

### 兵器
- ロケットランチャー
  - イーグレット・シリーズ
- COM（BD・シリーズ）
  - AДС（アエス）、カロル、BD6-Kr

### 搭乗パイロット一覧
サカタインダストリィ社製の機体に搭乗した主なパイロット。()内は登場タイトル。
- 90式・シリーズ
  - ヤン・イーヒン(1ST)
  - ロラン・コノリー(1ST)
- XW・シリーズ
  - ダークナイト / ロイ(2089,BOM)
  - フェイスレス(2089,BOM)
  - ヴァンパイアズ(2089,BOM)
- レイブン
  - ドリスコル(1ST)
  - ゲイル(1ST)
  - リーザ・スタンリー(2nd)
- シーキング型
  - グリーグ・デミートリアス(1ST)
- グローニング型
  - 坂田浩一(1ST)
- ゴウサイ型
  - アイシャ(2089,BOM)
  - キメラ(2089,BOM)
  - マンティコア(2089,BOM)

## イグチ

### 会社概要
- 社名　IGUCHI
- 本社　O.C.U.日本
- 創業　1953年
- 会長　井口優（2112年時）
- 登場作品　全作品

### 沿革
古くはアフリカ紛争時、ヤギサワ重工との繋がりを示すOCU日本の古参メーカー。その後、目立った動きは無かったものの、下請け実績を着実に積み上げていった。
第2次ハフマン紛争時は、アーマーリペアなどの周辺用品において第一の位置を占める。買収後は霧島重工と共に日本企業の双璧とも言える地位を築いている。また、新たに誕生した製薬部門も引き続き好調であり、遺伝子組み換えなどの最先端医療に高度な技術を誇る。

### 事業部
サカタのWAP部門を引き継いだイグチは漢字名のネーミングにより、OCU各国で好評を期す。また、旧サカタのブランドを引き継いでおり、90式などの製品に対しても販売を継続していた。また、元々火器類に対する評価は高く、世界トップクラス。人型に拘らず、重WAPの開発も行っており、その評価は極めて高い。
なお、イグチ社のWAP開発参入時期は最大の論点となっていたが、サカタがイグチに対しOEMを行っていたことが判明。第2次ハフマン紛争時はサカタによる技術提供の元でWAPを開発しており、「アルコ」、「凱砲」、「強盾」などがそれに当たる。

### ヴァンツァー
2096年時のザーフトラ軍では旧サカタ65式・シリーズが配備されており、買収以後もサカタ時代を受け継いで、イグチ社とザーフトラ間で取引が行われていた可能性が存在する。また、O.C.U.のみならず、U.S.N.とも取引を行っている。

#### 砲臣/凱砲・シリーズ
大火力・重装甲のコンセプトを実現するWAP。同社の得意分野である火器管制システムと独自の射撃システムを応用したことで、重火器の運用に特化した性能を得た。また、高出力のエンジンを装備しており、重火器搭載の余剰出力を盾とも見える各所の追加装甲に回す余裕まで生み出している。
後方支援用機体のベストセラーとなった同シリーズは社の重WAPに揺るぎない評価を与えた。
- 砲臣9式(Housin)【FMO】
  - 他に95式。
- 凱砲5式(Gaihou)【FMO】
  - 他に、55、5B、5式改、55式改、5B式改。

#### アルコ/クイント・シリーズ
平均的な性能、市場投入のタイミング悪く、ごく少数のみが配備された。
アルコのマイナーチェンジとしてクイントが開発され、基本性能が向上し、汎用性の高さが評価されクイントをもとに改良モデルが販売されていった。
開発されたのはおそらく第2次ハフマン紛争前で、第2次ハフマン紛争期には主にOCU軍の新兵に配布された。
アルコ(Arco)【FMO】
クイント・シリーズの前身に当たると考えられる機種。他に17型。
- クイント(Quint)【4th】
  - 他にF、G型。
- クイント8【FMO】
  - 他にSP、8改、SP改など。

#### 月弓・シリーズ
| 99式 月弓(type 99 Gekkyu) | 99式 月弓(type 99 Gekkyu)           |
| ------------------------- | ----------------------------------- |
| メーカー                  | イグチ（O.C.U.日本）                |
| 固定武装                  | 99式甲R(RK)（甲） 99式乙R(RK)（乙） |
| 携帯火器                  | 装備不能                            |

99式甲　月弓(type 99A Gekkyu)【2nd】
2099年にロールアウトしたイグチ社初のWAP。後述のアルコ・シリーズはサカタインダストリィからのOEM供給を受けて開発されたものであり、サカタ吸収後の"純"イグチ製はこのシリーズが初となる。2100年にはO.C.U.日本で採用され、その関係からも型番がうかがえる。人型に比べて汎用性こそ低いものの、腕部に内蔵RKを装備し、後方支援用としての評価は高い。他に強化型の99式乙月弓(type 99B- )。

#### 100式シリーズ（イグチ）
| 100式甲 火球(type 100A Kakyu) | 100式甲 火球(type 100A Kakyu) |
| ----------------------------- | ----------------------------- |
| メーカー                      | イグチ（O.C.U.日本）          |
| 固定武装                      | 74mm CN 100式機銃(MG)         |
| 携帯火器                      | 装備不能                      |

100式甲　火球(type 100A Kakyu)【2nd】
イグチ社製として正しく大火力を追求したWAP。外観・コンセプトからして戦車に近いものとなっている。

#### 強陣・シリーズ
- 102式甲　強陣(type 102A)【2nd】
- 102式乙　強陣(type 102B)【2nd】
- 102式丙　強陣(type 102C)【2nd】
丙型は甲型、乙型とは異なったコンセプトで運用される。

#### 強盾・シリーズ
| 強盾(Kyojun) | 強盾(Kyojun)              |
| ------------ | ------------------------- |
| メーカー     | イグチ（O.C.U.日本）      |
| 固定武装     | なし                      |
| 携帯火器     | MULS-P規格適応品          |
| 主要搭乗者   | 草間亮五 グレン・デュバル |

読みは「きょうじゅん」。初登場は『FRONT MISSION3』だが、過去の『5th』でも登場。ただし、登場時期が早すぎるのではないかとして議論の的になっている。
上記の経緯もあり、強盾の基本フレームは柔軟性に富んでおり、以後イグチ製WAPの多くがこのフレームを基として開発されている。しかし、この設定に関しても一部での設定に矛盾が生じることが指摘されている。（後述）
強盾【5th】
機動力、耐久力こそ平均的な機体だが、もともとWAP用火器開発に実績のあったイグチ社らしく長射程火器の使用に対応した射撃特化型機体である。
- 強盾甲型【5th】
- 強盾乙型【5th】
- 強盾軽量型【5th】
改造バリエーション。「甲型」は重装甲型。「乙型」は更に装甲強化に重点を置いたもの。

107式強盾(type 107 Kyojun)【3rd】
序盤で入手できる機体でありながら、ズームIや弾数Up Iといった、終盤でも活用しやすい優秀なスキルを修得することが可能。

#### 108式強警
| 108式強警(type 108 Kyokei) | 108式強警(type 108 Kyokei)                            |
| -------------------------- | ----------------------------------------------------- |
| メーカー                   | イグチ（O.C.U.日本）                                  |
| 固定武装                   | なし                                                  |
| 携帯武器                   | 警らロッド(MULS-P規格適応品) 警官盾(MULS-P規格適応品) |
| 主要搭乗者                 | 新条美穂                                              |

108式強警【3rd】
強盾の基本フレームを民間用に改良したモデル。
日本警察機構が採用したタイプは警備目的にカスタムされた「MHX-12」型というモデルで、WAP犯罪に対応するため2112年から都市圏で配備が始まっている。警察での運用を目的としただけあり、WAPと他の車両、人員との連携を想定した設計がされ、携帯装備も機動隊を彷彿とさせるものとなっている。日防軍関係者からは「ポンツァー（ポリス・ヴァンツァー）」と呼ばれている。
「MHX-12」は『To Heart』に登場するマルチの型番「HMX-12」のパロディと公言されている。
劇中では神奈川県警所属の機体が登場するが、盾にマーキングされている所属は警視庁である。

#### 強春
日防軍次世代制式WAPを目的として製作されていたモデル。しかし、霧島重工の春陽にその座を奪われる。
機体仕様が不明のため、敗れた要因は不明だが、霧島重工と日防軍内で一種の癒着が見受けられ、不採用は不可避であった可能性がある。

#### 112式法春
| 112式法春(type 112 Hoshun) | 112式法春(type 112 Hoshun) |
| -------------------------- | -------------------------- |
| メーカー                   | イグチ(O.C.U.日本)         |
| 固定武装                   | なし                       |
| 携帯火器                   | 強粒子砲(MULS-P規格適応品) |
| 主要搭乗者                 | 武村和輝？                 |

112式法春【3rd】
最強WAPレイブンと性能面で同格とされるWAP。2111年次の日防軍制式WAPを霧島の春陽に奪われたイグチが次期制式採用を狙い、製作した機体と思われる。また、粒子兵器の搭載を可能とするほど強力なジェネレーターを装備している（ただし、強粒子砲は固定武装ではない）。
耐久力、出力、回避率等は他のWAPより概ね優秀、万能型の機種で、BodyブレイクやAPコスト0などの反則的なスキルが修得可能。その性能は間違いなく本作の最強機体である。入手方法は一定以上の好成績を得ることで特定ミッション上に出現した機体を鹵獲するか、ミッション終了後以降に天網のとあるイベントで強粒子砲とともに一機のみ入手可能。

#### ウルフ・シリーズ
S型デバイス専用WAP。一応はイグチ社製品とされているが、グリムニルで運用されている点を鑑みて正規品とは考えにくい。正規ルートからの依頼と見せかけ、パーツを発注したと思われる。ただし、同組織とO.C.U.の関係を考慮すると、試作品のデータ採取としてイグチが譲渡した可能性もある。
なお、「ブルータルウルフ」及び型番Tの「ウルフ」シリーズとは同機体と交戦したバーゲストが便宜的に付けた名称であり、実際の名称は不明。
| ブルータルウルフ(T-1 BrutalWolf) | ブルータルウルフ(T-1 BrutalWolf)                           |
| -------------------------------- | ---------------------------------------------------------- |
| メーカー                         | イグチ(O.C.U.日本) グリムニル                              |
| 固定武装                         | 肩部フォールディングCN 胴部SG 大腿部MSランチャー           |
| 携帯火器                         | RF（MULTS-P規格外？） 日本刀型RD（MULTS-P規格外？）        |
| 主要搭乗者                       | グレン・デュバル                                           |
| ダイアウルフ(T-xa Dire Wolf)     |                                                            |
| メーカー                         | イグチ(O.C.U.日本) グリムニル                              |
| 固定武装                         | 腕部内蔵GG 強化マニピュレータ 火炎放射器（MULS-P規格外？） |
| 携帯火器                         | なし                                                       |
| 主要搭乗者                       | グリムニル                                                 |

ブルータルウルフ【5th】
形状こそ人型WAPであるが、レイブンに準じるその巨大さはむしろ大型機動兵器の発想に近くもある。S型デバイス対応であり、その運動性は人間そのものと言えるまでに高められている。
ダイアウルフ【5th】
グリムニルで運用される規格外のS型デバイス専用WAP。同型番の実験機を流用したものと考えられる。左腕部の肘から下がガトリングガンになっており、右手の強化マニピュレータとの連携攻撃「ウルフファング」は強力。また、胴体部前面に火炎放射器を装備し、携帯型の火炎放射器の2倍から3倍という驚異的な射程を誇る。S型デバイス専用機である為、運動性能は高い。
テラーウルフ (T-3 Terror Wolf)【5th】
イグチ社製WAP。海中無脊椎動物のような印象の胴体パーツのみが存在し、腕部パーツや脚部パーツは確認されていない。プレイヤーも一定の条件で入手でき、限界まで強化するとゲーム中最大の耐久力を誇る。一部に111式強春が同機体である可能性も指摘されている。

### WAW

#### ライラス
ライラス(Lylas)【3rd】
作業用WAPであり、戦闘用でないものは旧世代の名称を取り、WAWと呼称される。ライラスは2112年時、民生用として確認されたWAW。

### 車両
- 8式支援車【3rd】
- 09式装甲車【3rd】

### 兵器
- パイルバンカー
  - シャープパイル・シリーズ
  - ヘビーパイル・シリーズ
  - ラストステイク・シリーズ
  - グラインダー・シリーズ
- ロッド
  - 警らロッド
- ナックル
  - ヘビーウェイト
- マシンガン
  - 95式・103式
- ショットガン
  - ヒガ9式
- アサルトライフル
  - イグチ3,5式・シリーズ
- スナイパーライフル
  - 9式,11式・シリーズ
- キャノン
  - フナギ3式・シリーズ
- グレネード
  - イグチ7,80式・シリーズ
- バズーカ
  - ケアード・シリーズ
- ミサイルランチャー
  - アードラー・シリーズ
- ロケットランチャー
  - ウォーブラー
  - ラゴス・シリーズ
- 光学兵器
  - 強粒子砲
- シールド
  - 06式装甲
  - 10式装甲
  - 198式増加装甲
  - 201式増加装甲
  - 203式増加装甲
  - 417式増加装甲
  - 警官盾
- 製薬
  - イグフェロン

### 搭乗パイロット一覧
イグチ社製の機体に搭乗した主なパイロット。()内は登場タイトル。
- 強盾・シリーズ
  - 草間亮五(3rd)
  - グレン・デュバル(5th)
- 108式強警
  - 新条美穂(3rd)
- 112式法春
  - 武村和輝[3](3rd)
- ライラス
  - 武村アリサ(3rd)
- ブルータルウルフ
  - グレン・デュバル(5th)

### 『5th』登場時期問題
元来、イグチ社は第2次ハフマン紛争以降弱体化したサカタインダストリィを買収し、WAP開発に参入したという設定がある。それを裏付けるように『2nd』では「99式月弓」が初のロールアウト（実用化）製品であると言及されている。にも関わらず『5th』のハフマン紛争時期から強盾が導入されていたことや、『FMO』にもアルコのようなイグチ製WAPが登場したことから、イグチのWAP参入時期そのものを含めて議論が巻き起こった。
一応の終止符を打ったのは2007年4月刊行のワールドヒストリカにおいてで、強盾を含むサカタ買収以前のイグチWAPに関してはサカタのOEM供給という設定がなされた。また、日本製WAPは日防軍に納入される際、西暦の下3桁を付けられるという慣習が存在するが、霧島の炎陽を含め「日本製≠日防軍制式用」「納入年≠製造年」という図式となっている。
しかし、以上の解釈をもってもゲームおよび以前の設定から生じている以下の矛盾がある。
- 最初の「漢字名」WAP（99式月弓が初という『2nd』の記述）
- 107式強盾は電気系統に欠陥を抱えた失敗作である

これらに関してワールドヒストリカ内での記述は存在せず、「設定間違い」とされたか設定そのものが削除された可能性もある。

## その他のO.C.U.日本企業
ヤギサワ重工(Yagisawa Industry)
- 創業  1949年

裏設定によると、社名の由来はアタックNo.1に登場し、三位一体の攻撃を得意とするヤギサワ三姉妹からの引用。FRONT MISSION ALTERNATIVE作中ではWAW(WAPの前身)1番機はキャノン基底、2番機3番機がレール部分を担当する3機合体のレールキャノンWAW機動砲撃システムを開発。ただし全て自社製品ではなく、ジェイドメタル・ライマン社製WAWなど複数社の製品を利用している。
- 主な製品 - 81式電磁砲

日西
主にヴァンツァー用兵器を製造。日防軍と共に歩み、成長してきた。
- 主な製品 - 日西90MF

セキダ
元々車両製造を専門としてきた。輸送用トラックから戦闘用の装甲車まで幅広く手がけている。
- 主な製品 - セキダアンティ